# Inoke Afeaki
Pas d'image ? Cliquez ici

a Compétitions nationales et continentales officielles uniquement.

b Matchs officiels uniquement.
Dernière mise à jour le 5 février 2019.
Inoke Unga'anga Afeaki, est né le 12 juillet 1973 à Tofoa (Tonga). C’est un joueur de rugby à XV qui fut international tongien entre 1995 et 2007. Il évoluait aux postes de deuxième ligne ou troisième ligne. Il mesure (1,98 m pour 120 kg).

## Carrière
Il a eu sa première cape internationale à l'occasion d'un test match le 26 mai 1995 contre l'équipe de France. 
Afeaki a disputé les coupes du monde 1995 (3 matchs disputés) et 2003 (2 matchs, en tant que capitaine). Lors de la coupe du monde 1995 en Afrique du Sud, il tombe sur le joueur ivoirien Max Brito, 3 minutes après le début du match Côte d'Ivoire - Tonga, le laissant paralysé à vie.
Au 1er janvier 2006, il a 27 sélections avec l'équipe des Tonga, dont 16 fois en tant que capitaine. Par ailleurs il a disputé 3 matchs avec les Îles du Pacifique, chaque fois en tant que capitaine.
Il a été recruté pour la saison 2007/2008 par le club de Grenoble (France), évoluant en Pro D2.
C'est un joueur solide et puissant, rapide malgré son gabarit. Ses placages sont redoutables. Son poste : 2e ou 3e Lignes Centre

## Palmarès
- 24 sélections avec les Tonga
- Sélections par années : 3 en 1995, 2 en 2001, 4 en 2002, 8 en 2003, 1 en 2004 et 1 en 2005, 3 en 2006, 2 en 2007.
- Participation à la coupe du monde en 1995 et 2003 et 2007.
- 3 sélections avec les Pacific Islanders en 2004